# BMW E34
El BMW E34 es la tercera generación del BMW Serie 5, que se produjo desde el 2 de noviembre de 1987 hasta 1996. Lanzado inicialmente como sedán en enero de 1988, al E34 también se le añadió un estilo de carrocería familiar "Touring". en septiembre de 1992, una primicia para la Serie 5. BMW reemplazó el E34 por el Serie 5 E39 en diciembre de 1995, aunque los modelos E34 Touring permanecieron en producción hasta junio de 1996.
La generación E34 marcó la primera vez que se incorporó la tracción total al Serie 5 con el 525iX, y el primer motor V8 que se utilizó en un Serie 5. El E34 también vio la introducción del control de estabilidad (ASC), control de tracción (ASC+T), una transmisión manual de 6 velocidades y amortiguación ajustable (EDC) en la gama de la Serie 5.
Se instaló una gama inusualmente amplia de motores a lo largo de su vida útil, ya que se utilizaron nueve familias de motores diferentes. Estos consistían en motores de cuatro cilindros, seis cilindros en línea y V8.

El E34 M5 está propulsado por el motor S38 de seis cilindros en línea y se produjo con carrocería sedán y familiar.
|               |
| BMW E34 sedán |

|                 |
| BMW E34 Touring |

## Desarrollo y lanzamiento
El desarrollo se desarrolló desde julio de 1981 hasta principios de 1987, con la propuesta de diseño inicial escrita por Ercole Spada en 1982. Bajo la dirección del diseñador jefe Claus Luthe, BMW basó gran parte del diseño en el Serie 7 E32. Tras la salida de Spada de BMW y la aprobación del diseño en 1983, J Mays finalizó el diseño para la producción a mediados de 1985. Se prestó especial atención a la aerodinámica: el sedán básico E34 tiene un coeficiente aerodinámico de 0,30.
La producción en serie comenzó en noviembre de 1987,[cita requerida]  En diciembre de 1987, el sedán E34 fue presentado a la prensa mundial.

## Carrocería (tipos)
Los modelos sedán tienen una longitud de 4.720 mm (185,8 pulgadas), una anchura de 1.750 mm (68,9 pulgadas) y una altura de 1.412 mm (55,6 pulgadas). Los modelos Wagon tienen una longitud de 4.720 mm (185,8 pulgadas) y una altura de 1.420 mm (55,9 pulgadas).  Todos los modelos tienen una distancia entre ejes de 2.760 mm (108,7 pulgadas).

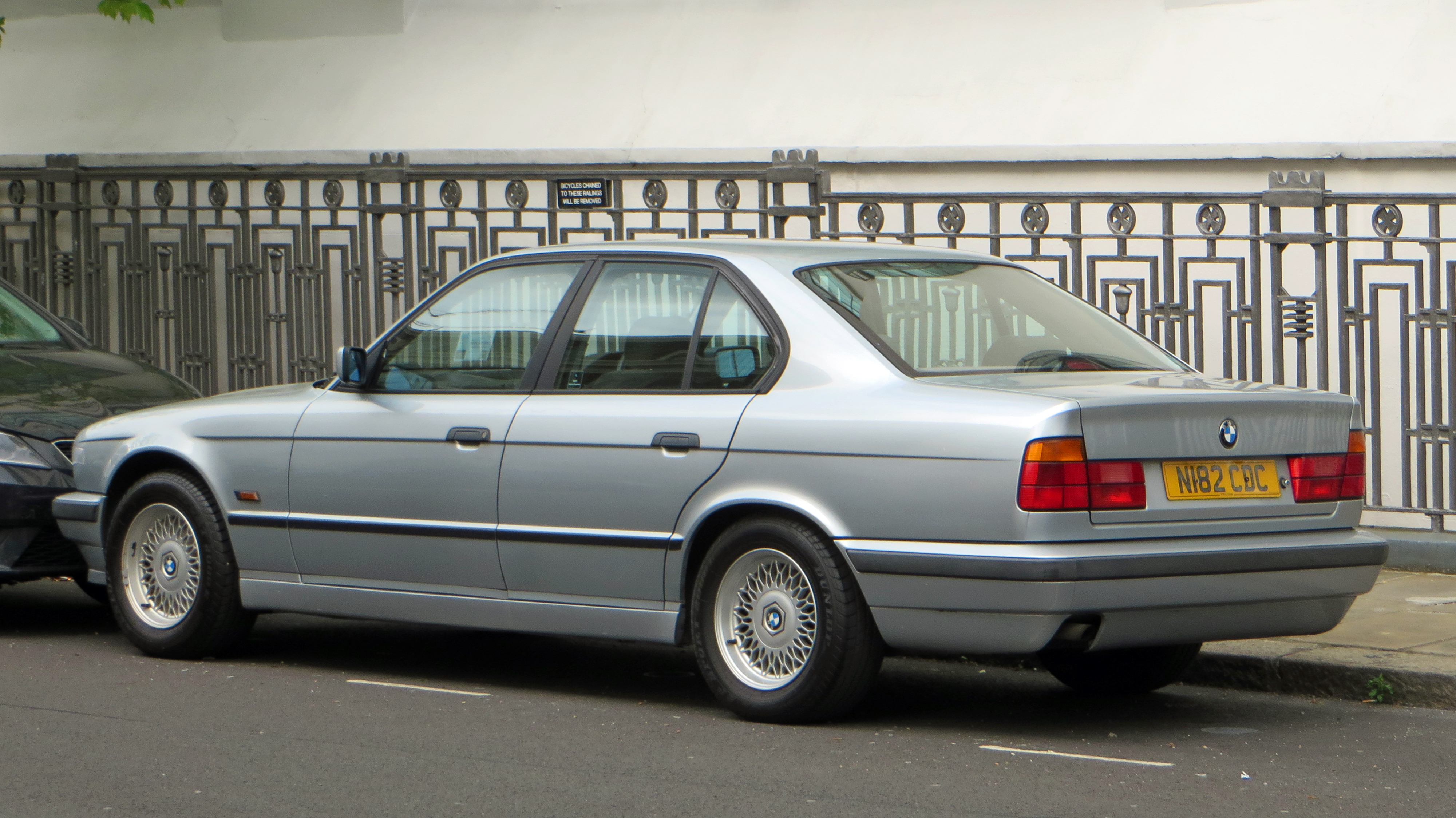
E34 sedan
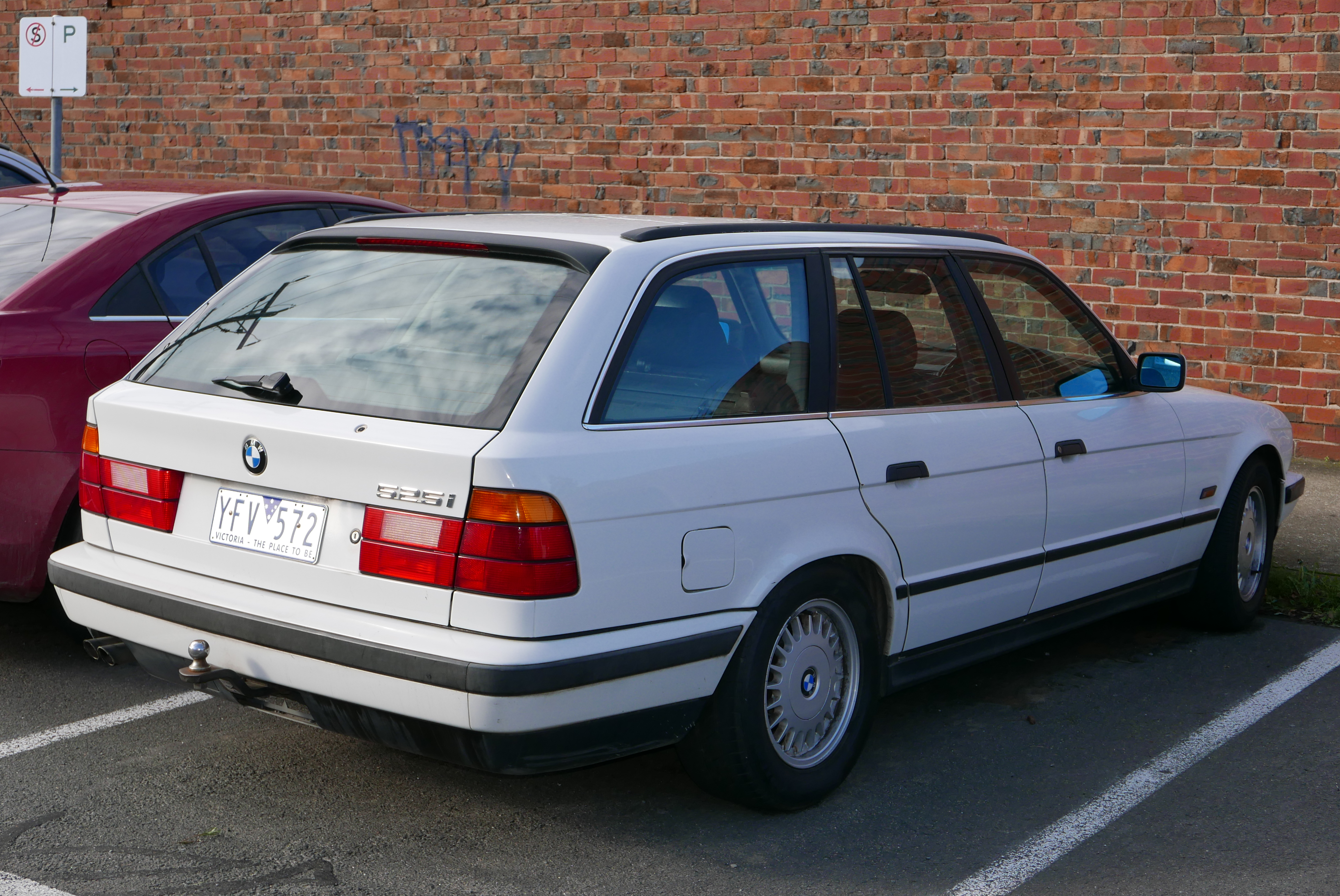
E34 Touring

## Motorizaciones
| Periodo                        | 1989-1994             | 1994-1996             | 1995-1996             | 1988-1990                                         | 1990-1992                                         | 1992-1996                                         | 1988-1990                                         | 1990-1992                                         | 1992-1996                                         | 1988-1992                                         | 1992-1996                                         | 1988-1992                                         | 1992-1996                                         | 1988-1992                            | 1992-1995                            |
| Carrocerías                    | Sedán, Touring        | Sedán, Touring        | Touring               | Sedán                                             | Sedán, Touring                                    | Sedán, Touring                                    | Sedán                                             | Sedán, Touring                                    | Sedán, Touring                                    | Sedán                                             | Sedán, Touring                                    | Sedán                                             | Sedán, Touring                                    | Sedán                                | Sedán, Touring                       |
| Identificación del motor       | M40 B18               | M43 B18               | M43 B18               | M20 B20                                           | M50 B20                                           | M50 TUB20                                         | M20 B25                                           | M50 B25                                           | M50 TUB25                                         | M30 B30                                           | M60 B30                                           | M30 B35                                           | M60 B40                                           | S38 B36                              | S38 B38                              |
| Tipo de motor                  | L4 8v                 | L4 8v                 | L4 8v                 | L6 12v                                            | L6 24v                                            | L6 24v                                            | L6 12v                                            | L6 24v                                            | L6 24v                                            | L6 12v                                            | V8 32v                                            | L6 12v                                            | V8 32v                                            | L6 24v                               | L6 24v                               |
| Diámetro x carrera             | 84.0 mm × 81.0 mm     | 84.0 mm × 81.0 mm     | 84.0 mm × 81.0 mm     | 80.0 mm × 66.0 mm                                 | 80.0 mm × 66.0 mm                                 | 80.0 mm × 66.0 mm                                 | 84.0 mm × 75.0 mm                                 | 84.0 mm × 75.0 mm                                 | 84.0 mm × 75.0 mm                                 | 89.0 mm × 80.0 mm                                 | 84.0 mm × 67.6 mm                                 | 92.0 mm × 86.0 mm                                 | 89.0 mm × 80.0 mm                                 | 93.4 mm × 86.0 mm                    | 94.6 mm × 90.0 mm                    |
| Cilindrada                     | 1796 cm³              | 1796 cm³              | 1796 cm³              | 1990 cm³                                          | 1991 cm³                                          | 1991 cm³                                          | 2494 cm³                                          | 2494 cm³                                          | 2494 cm³                                          | 2986 cm³                                          | 2997 cm³                                          | 3430 cm³                                          | 3982 cm³                                          | 3535 cm³                             | 3795 cm³                             |
| Relación de compresión         | 8.8: 1                | 8.8: 1                | 8.8: 1                | 9.8: 1                                            | 10.5: 1                                           | 11.0: 1                                           | 8.8: 1                                            | 10.0: 1                                           | 10.5: 1                                           | 9.0: 1                                            | 10.5: 1                                           | 9.0: 1                                            | 10.0: 1                                           | 10.0: 1                              | 10.5: 1                              |
| Potencia máxima: CV (kW) @ rpm | 113 CV (83 kW) @ 5500 | 115 CV (85 kW) @ 5500 | 115 CV (85 kW) @ 5500 | 129 CV (95 kW) @ 6000                             | 150 CV (110 kW) @ 5900                            | 150 CV (110 kW) @ 5900                            | 170 CV (125 kW) @ 5800                            | 192 CV (141 kW) @ 5900                            | 192 CV (141 kW) @ 5900                            | 188 CV (138 kW) @ 5800                            | 218 CV (160 kW) @ 5800                            | 211 CV (155 kW) @ 5700                            | 286 CV (210 kW) @ 5800                            | 315 CV (232 kW) @ 6900               | 340 CV (250 kW) @ 6900               |
| Par máximo: Nm @ rpm           | 162 Nm @ 4250         | 168 Nm @ 3900         | 168 Nm @ 3900         | 164 Nm @ 4300                                     | 190 Nm @ 4700                                     | 190 Nm @ 4200                                     | 222 Nm @ 4300                                     | 245 Nm @ 4700                                     | 250 Nm @ 4200                                     | 260 Nm @ 4000                                     | 290 Nm @ 4500                                     | 305 Nm @ 4000                                     | 400 Nm @ 4500                                     | 360 Nm @ 4750                        | 400 Nm @ 4750                        |
| Tracción                       | Trasera               | Trasera               | Trasera               | Trasera                                           | Trasera                                           | Trasera                                           | Trasera                                           | Trasera / Total (xDrive)                          | Trasera / Total (xDrive)                          | Trasera                                           | Trasera                                           | Trasera                                           | Trasera                                           | Trasera                              | Trasera                              |
| Transmisión                    | Manual, 5 velocidades | Manual, 5 velocidades | Manual, 5 velocidades | Manual, 5 velocidades / Automática, 4 velocidades | Manual, 5 velocidades / Automática, 5 velocidades | Manual, 5 velocidades / Automática, 5 velocidades | Manual, 5 velocidades / Automática, 4 velocidades | Manual, 5 velocidades / Automática, 4 velocidades | Manual, 5 velocidades / Automática, 4 velocidades | Manual, 5 velocidades / Automática, 4 velocidades | Manual, 5 velocidades / Automática, 5 velocidades | Manual, 5 velocidades / Automática, 4 velocidades | Manual, 6 velocidades / Automática, 4 velocidades | Manual, 5 velocidades                | Manual, 6 velocidades                |
| Peso                           | 1360 kg               | 1435 kg               | -                     | 1400 kg                                           | 1425 kg                                           | 1445 kg                                           | 1450 kg                                           | 1500 kg                                           | 1555 kg                                           | 1510 kg                                           | 1565 kg                                           | 1625 kg                                           | 1680 kg                                           | 1670 kg                              | 1711 kg                              |
| Aceleración 0–100 km/h         | 12.4 s                | 12.3 s                | 16.2 s                | 11.9 s                                            | 10.6 s                                            | 10.6 s                                            | 9.5 s                                             | 8.6 s                                             | 8.6 s                                             | 8.6 s                                             | 7.7 s                                             | 7.7 s                                             | 6.3-6.4 s                                         | 6.3 s                                | 5.9 s                                |
| Velocidad máxima               | 194 km/h              | 198 km/h              | 183 km/h              | 203 km/h                                          | 211 km/h                                          | 211 km/h                                          | 221 km/h                                          | 230 km/h                                          | 230 km/h                                          | 227 km/h                                          | 235 km/h                                          | 235 km/h                                          | 240 km/h                                          | 250 km/h (Limitada electrónicamente) | 250 km/h (Limitada electrónicamente) |
| Consumo combinado (L/100 km)   | 8.6                   | 8.2                   | -                     | 9.7                                               | 9.8                                               | 9.6                                               | 9.3                                               | 9.7                                               | 9.1                                               | 10.7                                              | 10.8                                              | 11.0                                              | 11.4                                              | 11.9                                 | 12.0                                 |

| Periodo                        | 1988-1991             | 1993-1996                                         | 1991-1996                                         |
| Carrocerías                    | Sedán                 | Sedán, Touring                                    | Sedán, Touring                                    |
| Identificación del motor       | M21 D24               | M51 D25                                           | M51 D25                                           |
| Tipo de motor                  | L6 12v, turbo         | L6 12v, turbo                                     | L6 12v, turbo, intercooler                        |
| Diámetro x carrera             | 80.0 mm × 81.0 mm     | 80.0 mm × 82.8 mm                                 | 80.0 mm × 82.8 mm                                 |
| Cilindrada                     | 2443 cm³              | 2498 cm³                                          | 2498 cm³                                          |
| Relación de compresión         | 22.0: 1               | 22.0: 1                                           | 22.0: 1                                           |
| Potencia máxima: CV (kW) @ rpm | 115 CV (85 kW) @ 4800 | 115 CV (85 kW) @ 4800                             | 143 CV (105 kW) @ 4800                            |
| Par máximo: Nm @ rpm           | 220 Nm @ 2400         | 222 Nm @ 1900                                     | 260 Nm @ 2200                                     |
| Tracción                       | Trasera               | Trasera                                           | Trasera                                           |
| Transmisión                    | Manual, 5 velocidades | Manual, 5 velocidades / Automática, 4 velocidades | Manual, 5 velocidades / Automática, 4 velocidades |
| Peso                           | 1480 kg               | 1480 kg                                           | 1500 kg                                           |
| Aceleración 0–100 km/h         | 12.9 s                | 12.9 s                                            | 11.0 s                                            |
| Velocidad máxima               | 192 km/h              | 194 km/h                                          | 207 km/h                                          |
| Consumo combinado (L/100 km)   | 7.1                   | 8.7                                               | 7.1                                               |

## M5 Convertible
A principios de los años '90 se veían imágenes de este convertible que confirmaban el inicio de ventas de la versión convertible del Serie 5 que competiría con el Mercedes-Benz del momento, pero su presentación en el Salón del Automóvil de Ginebra y su inicio en ventas se canceló debido a que podía influir en las exitosas ventas del Serie 3 convertible. La presentación del auto se realizó mucho después de sus intenciones de venta, en el segundo semestre del 1988.

## El modelo M5

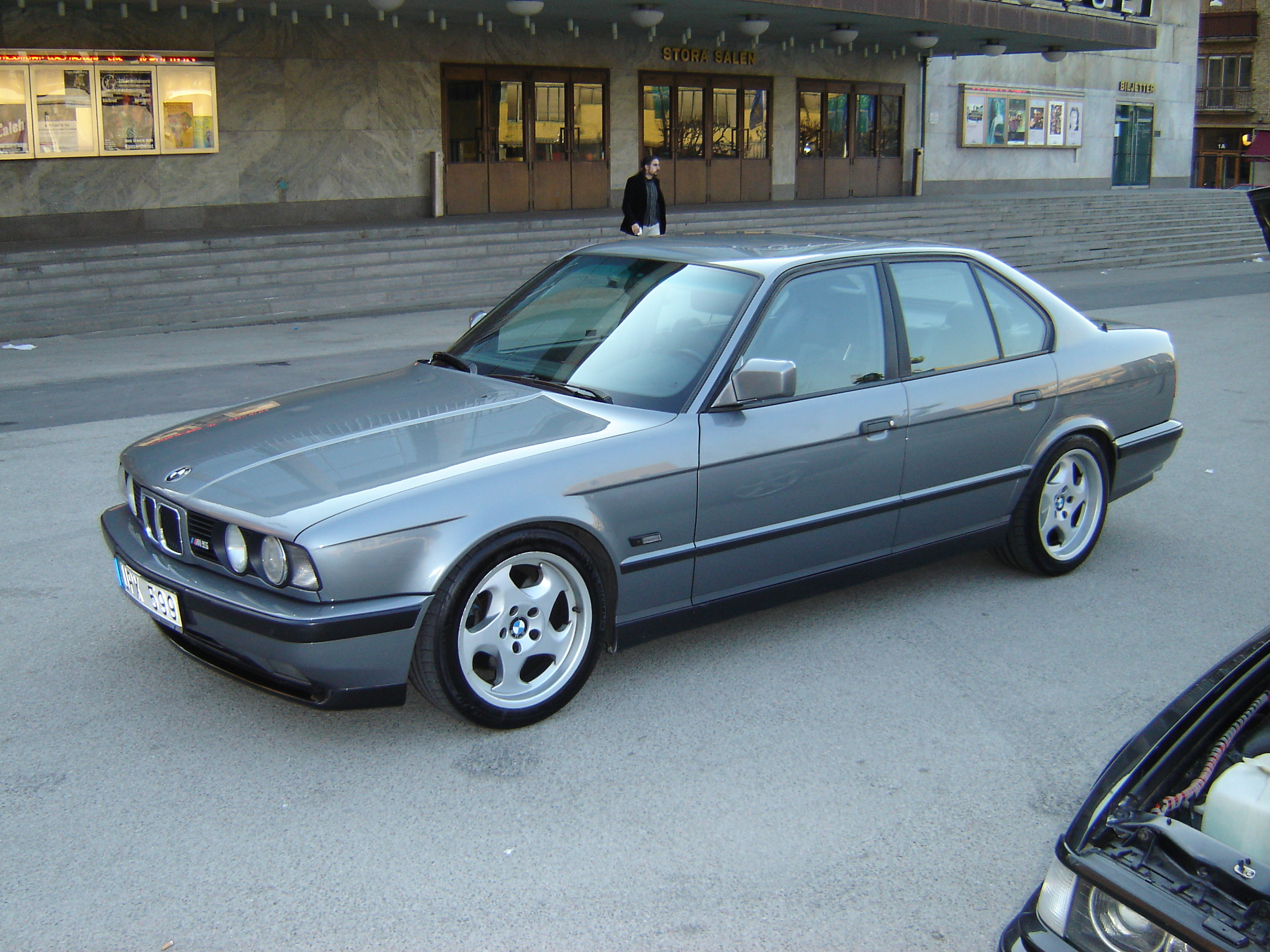
BMW M5 (E34)

Introducido en septiembre de 1988y producido hasta agosto de 1995, el E34 M5 se produjo con estilos de carrocería sedán y familiar ('Touring'), siendo este último el primer M5 disponible como familiar.
El E34 M5 está propulsado por el motor BMW S38 de seis cilindros en línea, originalmente con una cilindrada de 3,6 L (220 plg³) y una potencia de 232 kW (311 CV), posteriormente actualizado a 3,8 L (232 plg³) con potencia nominal de 250 kW (335 HP). Esta versión de 3,8 litros del M5 fue vista por primera vez por el público en el Salón del Automóvil de Frankfurt de 1991, donde también hizo su debut el E34 M5 Touring.
En su último año de producción para el M5, la transmisión se actualizó de una manual de 5 velocidades a la manual Getrag 420G de 6 velocidades (que también fue utilizada por el modelo 540i).

## Suspensión
La suspensión delantera consta de puntales MacPherson de doble pivote, con un cartucho de amortiguador reemplazable dentro de una carcasa de acero. Los brazos de control y los brazos de empuje controlan el movimiento de adelante hacia atrás y de lado a lado. La dirección en la mayoría de los modelos tiene un diseño de bola de recirculación; sin embargo, el 525iX con tracción total utiliza un sistema de dirección de piñón y cremallera (junto con la suspensión delantera) similar al modelo E30 Serie 3 325iX. Todos los componentes de la suspensión delantera son de acero, excepto que los brazos de control inferiores en algunos modelos son de aluminio.
La suspensión trasera consta de brazos semirremolcados con resortes helicoidales integrados en un conjunto de puntal.

## Modelos

### Motor de gasolina
El modelo base, disponible sólo en Europa, era el 518i de cuatro cilindros y propulsión de gasolina. Sólo disponible con transmisión manual de 5 velocidades, se produjeron un total de 53,248 automóviles.
El siguiente modelo de gasolina fue el 520i de seis cilindros, que comenzó a producirse en enero de 1988. Inicialmente estaba propulsado por el motor BMW M20 de un solo árbol de levas en cabeza, que fue reemplazado por el motor BMW M50 de doble árbol de levas en cabeza en 1990. El 520i fue el segundo modelo E34 más popular a nivel mundial, con 426,971 unidades producidas. El 525i fue el modelo E34 más popular a nivel mundial con 434,549 unidades producidas. Según el 520i, el 525i utilizó inicialmente el motor M20, que fue reemplazado por el motor M50 en 1990.
El volumen del motor y el año de fabricación a menudo influyen en el tipo de cableado. Esto fue de gran importancia para decodificar la configuración y la posibilidad de una mayor adaptación. Así, los coches se pueden dividir en dos tipos: altos y bajos. El cableado tuvo una gran influencia en la cantidad de opciones y funciones posibles de un automóvil. También hubo una actualización después de la introducción de M50 y M60.
Un modelo E34 poco común es el 525iX de seis cilindros y propulsión de gasolina, del cual solo se produjeron 9.366 automóviles. El 525iX fue el primer Serie 5 con tracción total y el único modelo con tracción total de la gama E34. Estaba propulsado por el motor BMW M50 y fue el primer Serie 5 en utilizar un sistema de dirección de piñón y cremallera.
Hay dos versiones del E34 530i: un modelo de seis cilindros en línea producido entre 1988 y 1990, y un modelo V8 producido entre 1993 y 1995. El modelo anterior fue una de las últimas aplicaciones del motor de seis cilindros en línea del BMW M30. La versión V8, que reemplazó al 535i de seis cilindros en la gama, estaba propulsada por el nuevo motor BMW M60 V8 y estaba disponible con una transmisión manual de 5 velocidades o una transmisión automática de 5 velocidades. Inicialmente, los modelos V8 se diferenciaban de otros modelos por la amplia parrilla; En 1994, la parrilla ancha estuvo disponible en otros modelos. Entre las dos versiones del 530i se produjeron un total de 57.570 coches.
El modelo de seis cilindros más alto (excepto el M5) fue el 535i. A pesar de la designación de modelo '535i' y la fundición '3.5' en el colector de admisión, el motor BMW M30 que se encuentra en el E34 535i en realidad tiene una cilindrada de 3,4 litros (207 plg³). También había un modelo 535i Sport con kit de carrocería M-technic, alerón de maletero con luz de freno, asientos deportivos, volante deportivo de cuero M-Tech (M-tech 1 para coches de 1988-1989, M-tech 2 para 1990-1992) , suspensión M-technic (muelles M-tech, amortiguadores más rígidos, barra estabilizadora delantera M-tech de 25 mm, barra estabilizadora trasera M-tech de 18 mm), una tapa de balancines pulida y también un diferencial de deslizamiento limitado (bloqueo del 25%) de serie. Se produjeron un total de 97.679 coches, incluidos los modelos Alpina B10 (BiTurbo, 3.5). El 535i fue reemplazado por los modelos 530i y 540i con motor V8 en 1993.
En 1993, el modelo 540i se añadió a la cima de la gama Serie 5, propulsado por el motor BMW M60 V8 y disponible en carrocería sedán y familiar (este último no en EE. UU.). Las opciones de transmisión eran manual de 6 velocidades o automática de 5 velocidades. Se produjeron un total de 26.485 unidades. Inicialmente, los modelos V8 se diferenciaban de otros modelos por sus parrillas más anchas. En 1994, las parrillas anchas también estuvieron disponibles en otros modelos.

### Motorización diésel
El primer modelo diésel fue el 524td, que se introdujo en 1988. Este modelo fue reemplazado por el 525tds en 1991, y en 1993 se introdujo un 525td con especificaciones más bajas. Sólo el modelo 525tds estaba equipado con un intercooler. 

### América del Norte
En los Estados Unidos, la gama de modelos E34 se lanzó en octubre de 1988 con los modelos 525i y 535i de 6 cilindros (para el año modelo 1989). En Estados Unidos se vendieron los modelos Touring, 540i y M5. La versión de 3,6 L (220 plg³) del M5 permaneció en producción hasta 1993, momento en el que la versión de 3,8 L (232 plg³) se estaba produciendo para otros países.

## Modelos especiales

### 518g
Un modelo que podía funcionar con gas natural (además de gasolina) y que sólo se vendía en Alemania. El 518g se basó en el modelo 518i Touring y la única transmisión disponible era una manual de 5 velocidades. El motor, también utilizado por el modelo Serie 3 Compact 316g 1995-2000, era una versión reajustada del motor de cuatro cilindros BMW M43. Cuando funciona con gas natural, el motor produce 73 kW (97,9 CV),  frente a 84 kW (112,6 CV) cuando funciona con gasolina. Sólo se produjo en 1995 y sólo se construyeron 298 unidades. 

### Prototipo del 518iev
Después de presentar los vehículos eléctricos conceptuales BMW E1 y E2 en 1992, BMW comenzó un proyecto para demostrar que era posible fabricar un automóvil eléctrico de tamaño completo, a pesar del obstáculo que representaba el peso de la tecnología de baterías de plomo-ácido en ese momento. Las baterías eran del tipo plomo-ácido y los motores eléctricos utilizaban un accionamiento eléctrico de CA de campo giratorio. Para ayudar a la transmisión eléctrica, el 518iev también tenía un motor de gasolina de cuatro cilindros y una transmisión continuamente variable, una configuración similar a la de los primeros automóviles híbridos producidos por otros fabricantes varios años después. BMW construyó al menos un prototipo E34 completamente funcional, que fue probado a finales de los años 1990 por Deutsche Post y otros.

### 540i M-sport / M540i / 540i LE

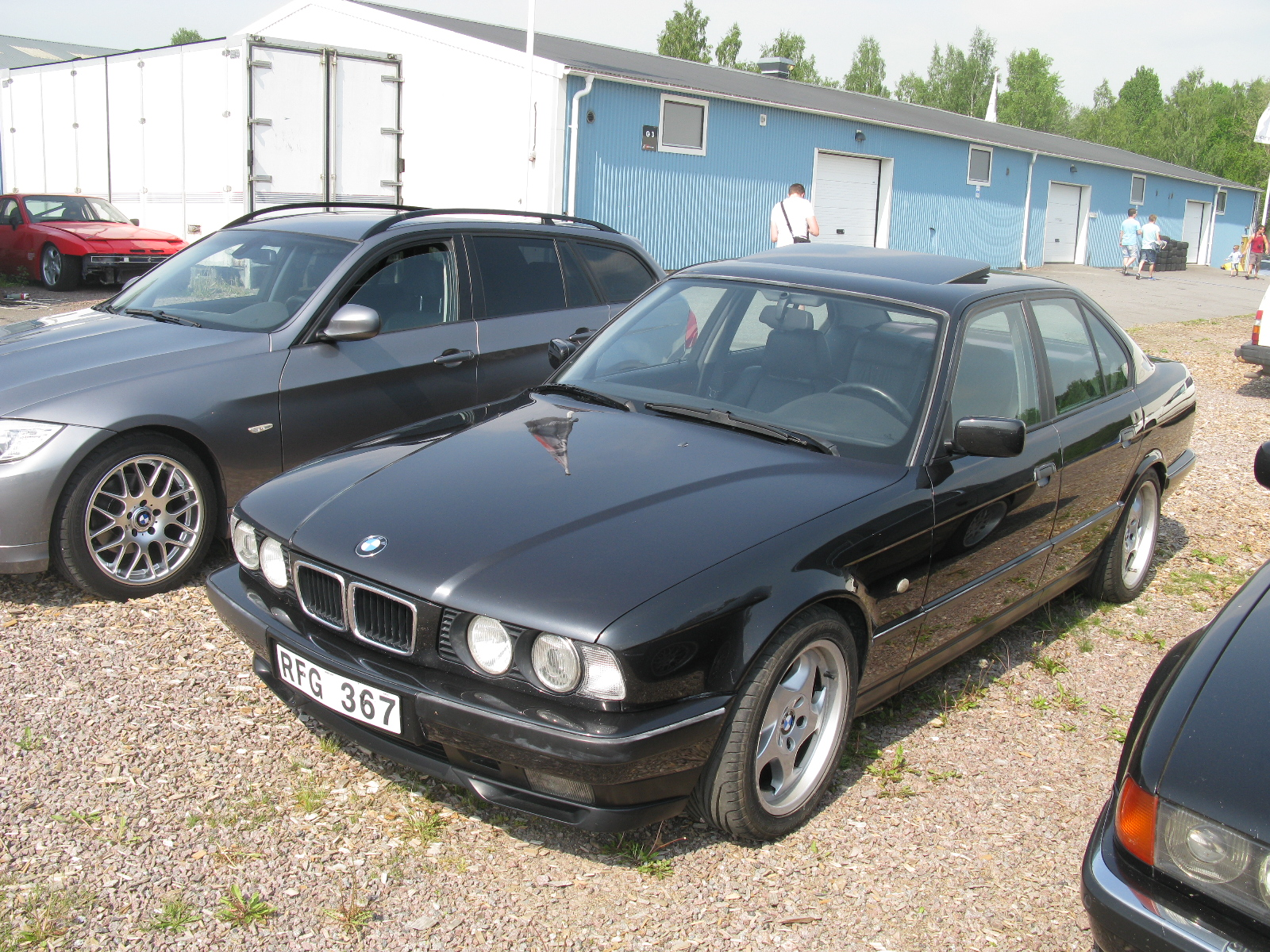
540i con ruedas de "estrella lanzadora"

Debido a que el M5 dejó de fabricarse para los mercados no europeos en 1993, el modelo 540i M-Sport se fabricó en 1995 para el mercado norteamericano. Además de las características habituales del 540i, las características adicionales incluían suspensión deportiva equipada con EDC, asientos deportivos reforzados, dirección servotrónica y frenos M5 con especificaciones estadounidenses. Se fabricaron 205 modelos "M-Sport", 139 de ellos con transmisión manual de 6 velocidades.
Se produjo un modelo M540i en Canadá. Incluye las características del 540i M-sport norteamericano, además de frenos M5 con especificaciones europeas mejorados, llantas paralelas M de 18 pulgadas y varias piezas de adorno. Sólo se construyeron 32 de estos coches, todos con transmisión manual.
El sedán 540i LE (es decir, edición limitada) se vendió en Australia y el Reino Unido. El 540i LE incluía el interior del M5, ruedas M-System II de "estrella lanzadora", suspensión EDC con autonivelación trasera, dirección asistida Servotronic y deflector de aire delantero. Se produjeron 70 de estos sedán 540i LE, todos con transmisión manual, cada uno numerado individualmente mediante una placa de metal grabada pegada en la consola central debajo de la palanca del freno de mano.

## Versiones modificadas por Alpina

### B10 3.0 AllRad
Este modelo se basa en el 525iX con un motor ampliado de 3 litros que produce 231 CV en lugar de 192 CV. Entre 1993 y 1996, la fábrica de Alpina en Buchloe produjo 64 berlinas y 70 Touring, con un número muy reducido de coches con volante a la derecha, 2 berlinas y 1 Touring, convertidos por Sytner, el distribuidor de Alpina en Nottingham, Inglaterra.

### B10 3.5
Este modelo se basa en el 535i con un motor modificado de 3,5 litros que produce 254 CV en lugar de 220 CV. Entre 1988 y 1992 se fabricaron 572 coches con volante a la izquierda en Buchloe, de los cuales Sytner convirtió unos 30 con volante a la derecha. El B10 3.5 sólo se entregó como berlina y no se fabricaron turismos.

### B10 4.0
Este modelo se basa en el 540i con un motor de 4 litros modificado que produce 315 CV en lugar de 286 CV. Entre 1993 y 1995, Buchloe produjo 45 berlinas y 4 turismos, todos con volante a la izquierda, y Sytner convirtió otras dos berlinas con volante a la derecha.

### B10 4.6
Este modelo se basa en el 540i con un motor de 4,6 litros diseñado por Alpina que también se utilizó en el E36 Alpina B8 4.6. Entre 1994 y 1996, Buchloe produjo 27 berlinas y 19 turismos, todos con volante a la izquierda excepto un turismo con volante a la derecha. Con 7 CV más que el B8 4.6 (debido al mayor colector de escape), produce los mismos 340 CV que el E34 3.8 M5 Touring pero con casi un 20% más de par. También estaba disponible con volante a la derecha, a diferencia del M5 Touring.

### B10 BiTurbo

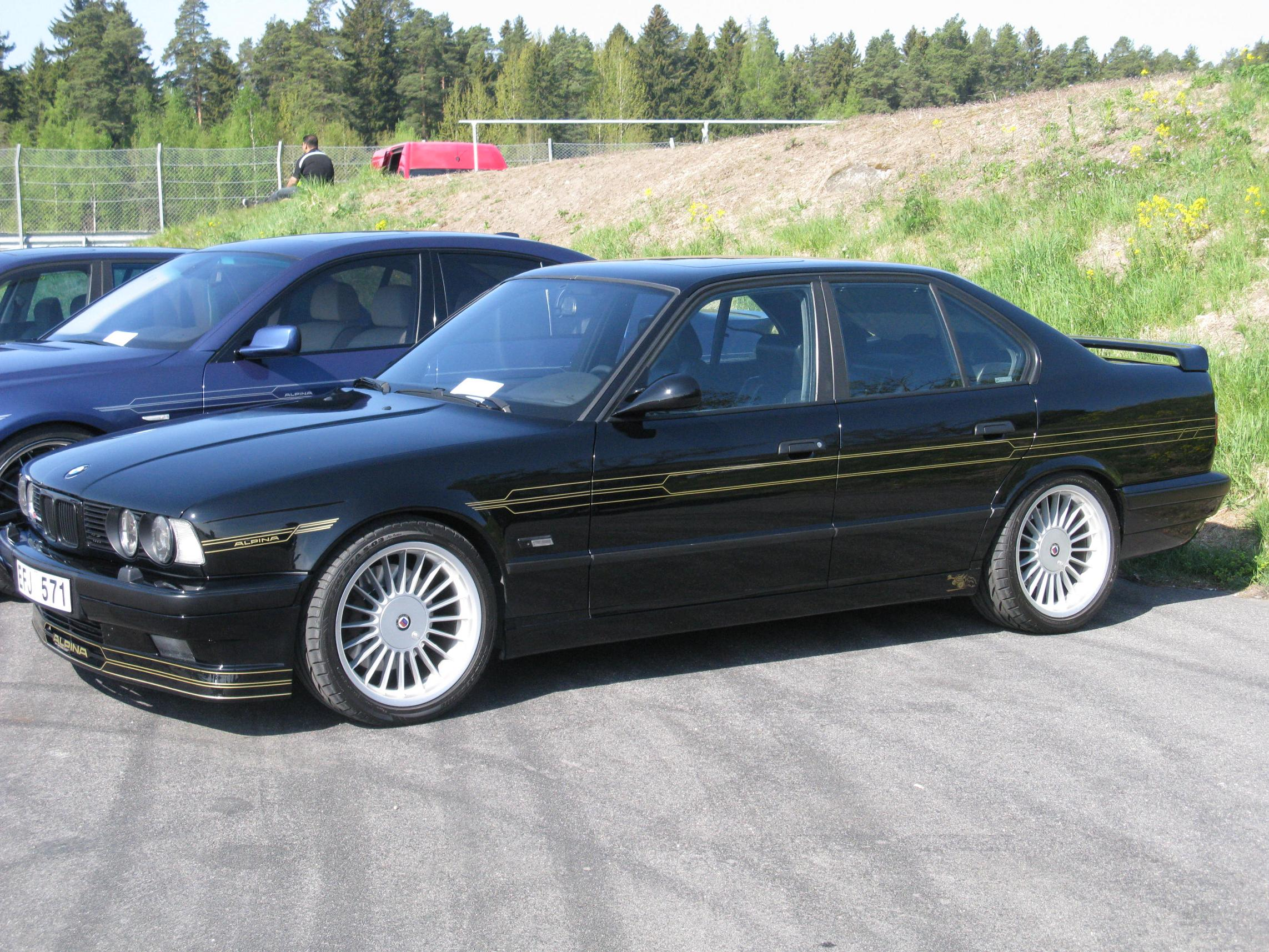
B10 Biturbo con ruedas de Alpina

El B10 BiTurbo se basó en un 535i muy modificado y se introdujo en marzo de 1989 después de una inversión de 3,2 millones de dólares en I+D. A pesar de costar casi el doble que un BMW M5, se vendió tremendamente bien y la producción cesó en 1995, después de que se fabricaran 507 modelos de berlina, y sólo después de que BMW dejara de producir el motor M30 en el que se basaba. No estaba disponible con volante a la derecha debido a la ubicación de los turbocompresores ni nunca se fabricó como modelo Touring. Producía 360 CV y 375 lb/pie de par motor a pleno rendimiento, sólo 20 CV y 21 lb/pie más que el B10 4.6. Junto con el Lotus/Omega Carlton, se consideraba una de las berlinas más rápidas del mundo.

## Cambios en el modelo por año
El BMW E34 no tuvo ningún lavado de cara como tal. Todas las actualizaciones se introdujeron gradualmente y, en ocasiones, fueron específicas de cada país. La mayoría de los cambios se producen en septiembre de cada año, cuando los cambios para el siguiente año de modelo entran en producción, como es práctica típica de BMW. Por lo tanto, los cambios para 1988 representan el año modelo 1989, por ejemplo.

### 1988
- Presentado el modelo M5
- El modelo 524td diésel presentado
- El modelo 518i de cuatro cilindros en línea presentado
- Presentado el airbag lateral del conductor

### 1989
- El motor 520i actualizado al BMW M50, [29] el primer modelo que utiliza el nuevo motor de seis cilindros en línea con doble árbol de levas.

### 1990
- Motor 525i actualizado al BMW M50 en algunos mercados, 1991 en otros.
- Se presenta el modelo 525iX con tracción total
- Se presenta el modelo diésel 525tds

### 1991
- Motor 525i actualizado al BMW M50 para el mercado estadounidense.
- Se introduce el Touring (modelo familiar): 520iT y 525iT.
- El patrón de costura de los asientos de cuero cambió de doble a simple.
- Las columnas de dirección y las ruedas cambiaron de compatibles con E30 (tuerca de 22 mm) a compatibles con E36 (perno de 16 mm).
- Nuevo interior (decoración de madera).

### 1992
- Motores 520i y 525i actualizados al BMW M50TU, que agregó sincronización variable de válvulas (VANOS)
- Motores V8 introducidos en los modelos 530i y 540i. Los modelos V8 adoptaron una parrilla más ancha que otros modelos.[30]
- Motor M5 ampliado de 3,6 litros a 3,8 litros.
- Retrovisores exteriores y tapacubos revisados
- Sistema eléctrico interior revisado, principalmente con cierre centralizado. Los módulos generales eran negros en los primeros autos, verdes en los posteriores y no eran intercambiables.
- La transmisión manual 525i cambió de ZF 310Z a Getrag 250G, solo en el mercado estadounidense.

### 1993
- Se presenta el modelo diésel 525td
- El año pasado para el modelo 535i de seis cilindros,[31][32] lo que marcó el final de los 24 años de producción del motor M30.
- Transmisión manual de 6 velocidades disponible para el modelo 540i (la primera manual de 6 velocidades disponible en un Serie 5), mercados fuera de EE. UU.
- ASC estuvo disponible

### 1994
- Motor 518i actualizado del BMW M40 al BMW M43
- Transmisión M5 mejorada de manual de 5 velocidades a manual de 6 velocidades
- La parrilla más ancha (anteriormente utilizada solo para los modelos V8) estuvo disponible para otros modelos, fuera de los mercados estadounidenses.
- Los modelos Touring del mercado estadounidense ya no están equipados con suspensión autonivelante de serie.
- Protección de marcha EWS 1 utilizada en algunos modelos.

### 1995
- Todos los modelos equipados con parrilla más ancha y molduras inferiores del color de la carrocería (mercado estadounidense).
- Materiales interiores revisados: diseño ligeramente diferente del volante con emblema de color, tarjetas de las puertas de cuero fruncido/fruncido y con pegamento diferente (más duradero entre el panel y su revestimiento de vinilo/cuero, menos duradero entre el panel y los clips de montaje).
- Protección de conducción EWS actualizada a EWS 2.
- 540i disponible con transmisión manual de 6 velocidades para el mercado estadounidense, todos con asientos y suspensión deportivos.
- 540i automáticos y manuales equipados con transmisión final 2.93, anteriormente 2.81 (al menos en el mercado estadounidense).

## Producción
La producción del E34 comenzó el 2 de noviembre de 1987 para el 535i, el lanzamiento al mercado del 535i se produjo en enero de 1988 y otras variantes siguieron un lanzamiento escalonado. La producción de los modelos 520i y 530i comenzó en enero de 1988, para su lanzamiento al mercado en marzo de 1988. La producción del 525i comenzó en febrero de 1988, se lanzó al mercado en abril de 1988 y el 524td entró en producción en marzo de 1988 para su introducción en mayo de 1988. La producción del Touring comenzó en noviembre de 1990. La producción del sedán terminó en diciembre de 1995 y la del Touring en junio de 1996.
Las plantas de producción del E34 fueron la planta de Dingolfing en Alemania y la de Rosslyn en Sudáfrica. La producción total fue de 1.333.412 unidades.